# Lap cheong
 (novembre 2007).
Si vous disposez d'ouvrages ou d'articles de référence ou si vous connaissez des sites web de qualité traitant du thème abordé ici, merci de compléter l'article en donnant les références utiles à sa vérifiabilité et en les liant à la section « Notes et références ».

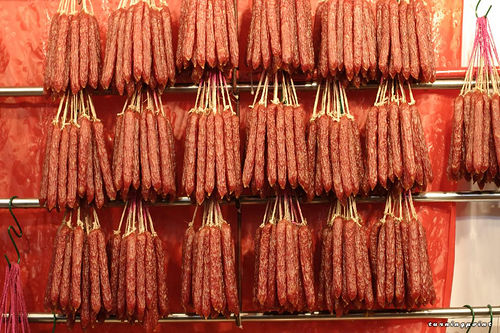

Le lap cheong (chinois simplifié : 腊肠 ; chinois traditionnel : 臘腸 ; pinyin : làcháng ; vietnamien : lạp xưởng) est une saucisse chinoise sèche, moyennement sucrée, fumée et assaisonnée, de couleur rose-rouge. Elles se présentent toujours par paires, avec une ficelle attachée entre deux saucisses, plusieurs paires étant assemblées en bottes pour être accrochées sur un présentoir (voir photo). Les ficelles sont absentes sur les versions industrielles emballées.
Traditionnellement, la composition exacte et le mode de fabrication de ces saucisses étaient l'exclusivité de chaque charcutier. Elles sont le plus généralement composées de porc (viande principale dans de nombreuses provinces de Chine) et contiennent comme condiment une quantité non négligeable de glutamate monosodique qui leur donne un goût typique, de la sauce soja et du sucre. Les saucisses de qualité supérieure sont aromatisées avec du "vin" de cuisine (cooking wine, en réalité une liqueur de macération de divers végétaux, appelée Mai Quế Lộ au Vietnam).
Hors de Chine et des territoires d'émigration traditionnelle chinoise (Singapour, Vietnam...), ces saucisses sont aussi fabriquées artisanalement par des bouchers-charcutiers d'origine chinoise un peu partout dans le monde, et aussi industriellement là où vit une communauté d'une certaine importance: Etats-Unis, Canada, Australie, France, ..
Elles sont le plus souvent cuites au wok (sauteuse chinoise) ou à la vapeur, rarement bouillies, et peuvent être servies froides ou chaudes. Elles peuvent être consommées toute l'année, mais il s'agissait autrefois d'un type de plat préparé à l'avance pour le Nouvel An chinois (lap ou là était le nom d'un sacrifice d'hiver, puis du dernier mois de l'année chinoise) et elles figurent en général sur la table lors du réveillon de fin d'année. Elles peuvent être mangées entières, ou bien ajoutées en petite quantité (tranches) en tant qu'ingrédient dans des plats à base de riz, de nouilles, ou autre, pour leur apport protéique et leur sapidité.
Il existe d'autres types de saucisses, qui diffèrent selon leur composition : foie de porc, dinde ou poulet, elles peuvent être préparées et assaisonnées de la même façon que les saucisses au porc, mais ne sont en vente que localement car il s'agit de spécialités.
Pour l'anecdote, elles ont donné en mandarin leur nom aux chiens de type basset : làchánggoǔ (臘腸狗), « chien-saucisse ».
Ces saucisses sont également utilisée dans les brioches fourrées mangées à Canton (sous le nom de 奶皇包 / 奶黃包, nǎihuángbāo, cantonais Jyutping : naai⁵ wong⁴ baau¹) et au Vietnam (sous le nom de bánh bao). Elles peuvent aussi être utilisées, coupées en tranches fines, dans le Riz cantonais ou avec le Riz gluant.